# 茨城県道269号取手停車場線

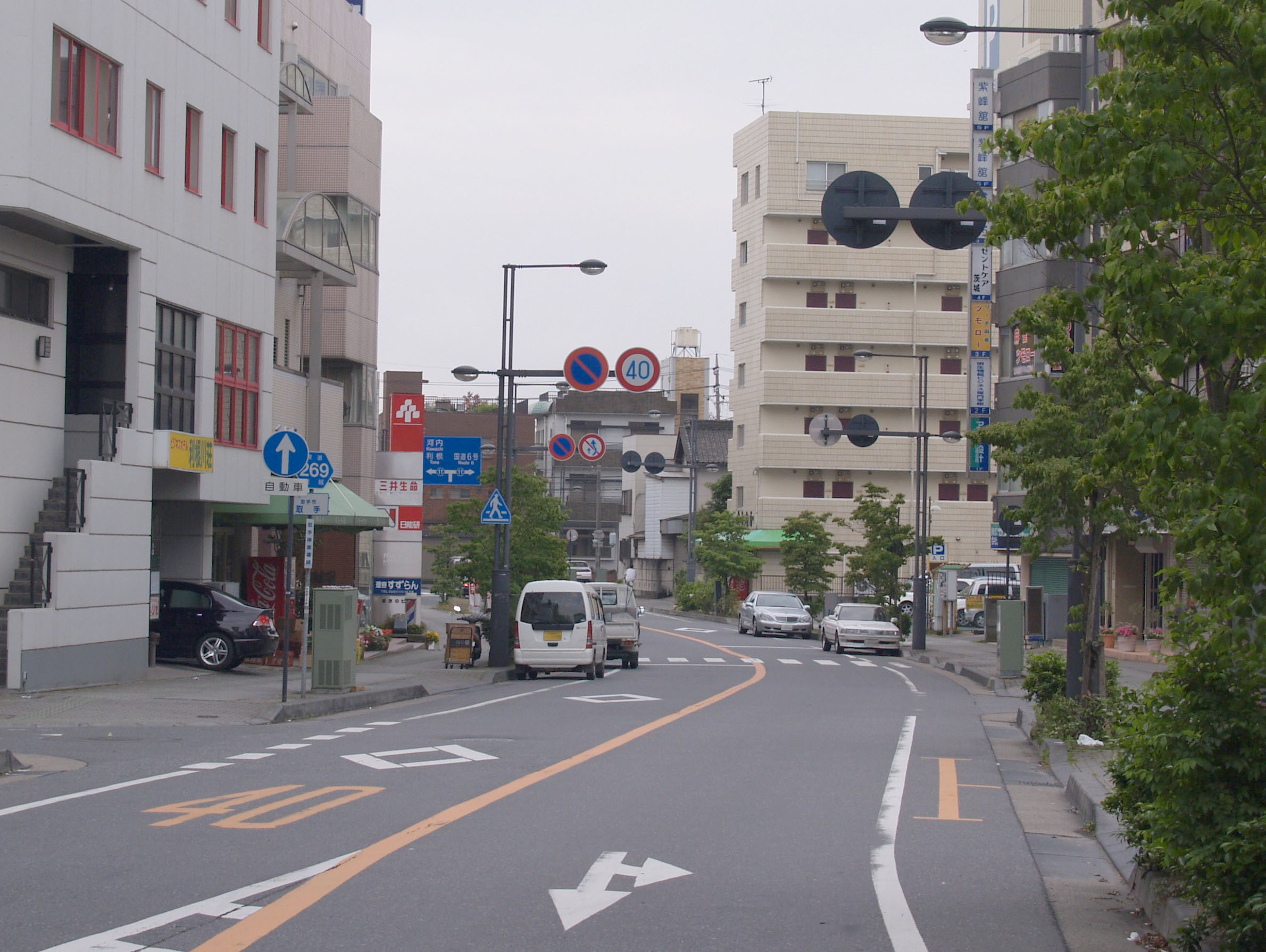
茨城県道269号取手停車場線
起点・取手駅付近（2010年6月）

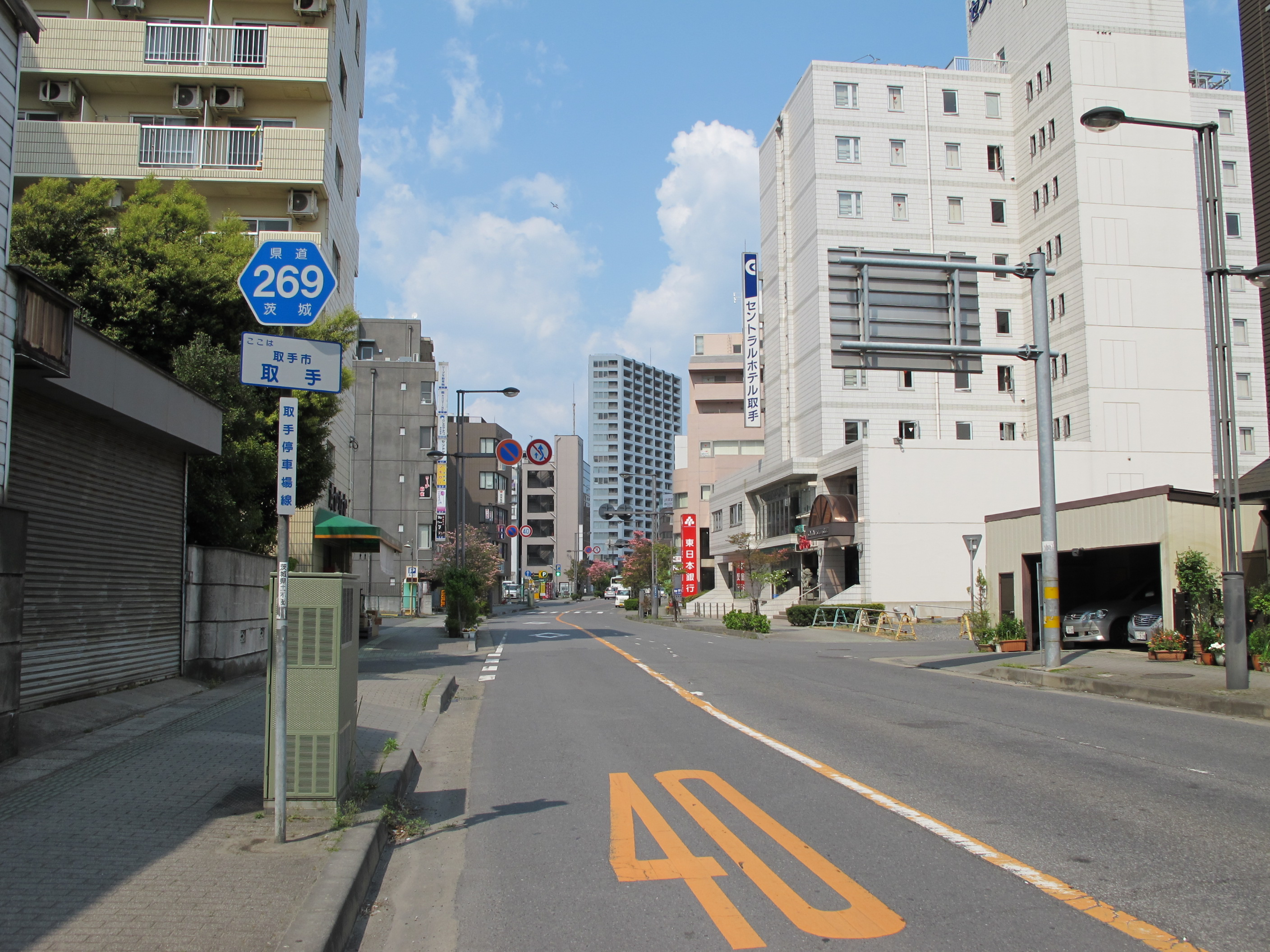
終点付近・取手市取手2丁目
（2014年4月）

茨城県道269号取手停車場線（いばらきけんどう269ごう とりでていしゃじょうせん）は、茨城県取手市内を通る県道で、東日本旅客鉄道（JR東日本）常磐線取手駅と接続するための道路である。

## 概要
JR取手駅東口と茨城県道11号取手東線までとを南北に結ぶ、取手市取手地内の延長約200m程の一般県道である。

### 路線データ
- 起点：取手市取手二丁目甲609-4番地先（取手駅東口）[1][2]
- 終点：取手市取手二丁目乙1485-1番地先（茨城県道11号取手東線交点）[2]
- 総延長：201 m[3]
- 重用延長：なし[3]
- 未供用延長：なし[3]
- 実延長：201 m[3]
- 自動車交通不能区間延長[注釈 1]：なし[3]

## 歴史
1959年（昭和34年）10月14日、新たな県道として北相馬郡取手町の取手停車場を起点とし、一級国道六号線（旧道国道6号、現在の県道取手東線にあたる）交点を終点とする区間を本路線とする県道取手停車場線として茨城県が県道路線認定した。
1995年（平成7年）に整理番号269となり現在に至る。

### 年表
- 1896年（明治29年）12月25日：取手駅開業
- 1920年（大正9年）4月1日：現在の路線の前身である（旧）取手停車場線が路線認定される[4]。
- 1959年（昭和34年）10月14日
  - 現在の路線が路線認定される（図面対象番号256）[5]。
  - 道路の区域は、北相馬郡取手町大字取手の取手停車場から北相馬郡取手町大字取手の一級国道六号線交点までと決定された[1]。
- 1981年（昭和56年）12月10日：取手駅東口土地区画整理事業に伴い道路区域を変更指定[2]。
- 1995年（平成7年）3月30日：整理番号312から現在の番号（整理番号269）に変更される[6]。

## 路線状況
取手駅東口とその周辺市街の主要アクセス道路で、交通量は大変多い。片側1車線（対向2車線）で最高速度40km/h規制である。
道路法の規定に基づき、以下の区間は緊急輸送道路として機能を維持するため、災害発生時の被害拡大防止を目的に道路用地内に新たに電柱を建てることが制限されている。
- JR取手駅 - 取手市取手二丁目（県道取手東線交差）[7]

## 地理
取手市取手の市街地の中にあり、周辺はビルが立ち並ぶ。道路は緩いカーブがあるが全体的にほぼ直線で、駅に向かって若干上りこう配がついている。

### 通過する自治体
- 茨城県
  - 取手市

### 接続する道路
- 茨城県道11号取手東線（終点）

### 沿線
- JR常磐線 取手駅